# Fairmont San Francisco
El Fairmont San Francisco es un hotel de lujo de cuatro diamantes de la AAA en 950 Mason Street, en la cima de Nob Hill en San Francisco, California (Estados Unidos). Recibió el nombre del magnate minero y senador estadounidense James Graham Fair, por sus hijas, Theresa Fair Oelrichs y Virginia Fair Vanderbilt, que construyeron el hotel en su honor. El hotel fue la vanguardia de la cadena Fairmont Hotels and Resorts. El grupo ahora es propiedad de Fairmont Raffles Hotels International, pero todos los hoteles Fairmont originales aún conservan sus nombres.
Ha aparecido en muchas películas, incluida The Rock. Las tomas exteriores e interiores del hotel se utilizaron como sustitutos del ficticio St. Gregory Hotel en la serie de televisión Hotel.
El Fairmont San Francisco se agregó al Registro Nacional de Lugares Históricos el 17 de abril de 2002. Es miembro de Historic Hotels of America, el programa oficial del National Trust for Historic Preservation.

## Terremoto de 1906

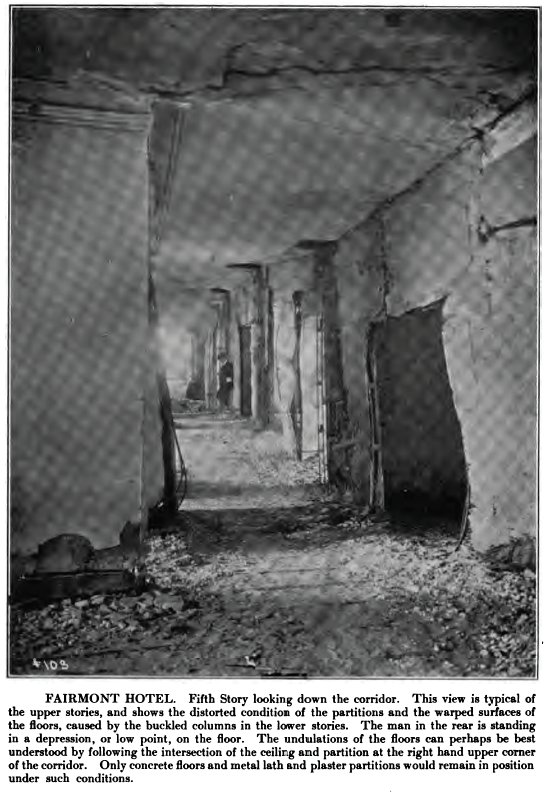
Daños en el quinto piso por el terremoto de 1906

El hotel estaba casi terminado antes del terremoto de San Francisco de 1906. Aunque la estructura sobrevivió, el interior sufrió graves daños por el fuego y la apertura se retrasó hasta 1907. La arquitecta e ingeniera Julia Morgan fue contratada para reparar el edificio debido a su entonces innovador uso del hormigón armado, que podía producir edificios capaces de resistir terremotos y otros desastres.

## Naciones Unidas
En 1945, el Fairmont acogió a estadistas internacionales para reuniones que culminaron con la creación de las Naciones Unidas. La redacción de la Carta de las Naciones Unidas se llevó a cabo en el Garden Room del hotel y una placa en el hotel conmemora el evento.

## Primer conserje en Estados Unidos
El Fairmont fue el primer hotel estadounidense en ofrecer servicios de conserjería. Tom Wolfe, que se había entrenado en Europa, fue el primer conserje del Fairmont de 1974 a 1981. Regresó al Fairmont en 1995.

## Habitación Tonga
Entre las atracciones del hotel se encuentra el Tonga Room & Hurricane Bar, un histórico bar tiki, que abrió en 1945 y fue remodelado en 1952 y 1967. Los elementos de la barra también se "actualizaron" en 2009. Cuenta con un quiosco de música en una barcaza que flota en una antigua piscina, un comedor construido a partir de partes de un viejo velero y tormentas eléctricas artificiales. En enero de 2009, los propietarios anunciaron planes para cerrar Tonga Room en relación con una renovación y conversión de condominios del hotel. En respuesta, un grupo planeó presentar una solicitud para convertir la Sala Tonga en un hito oficial de San Francisco. Los planes se retrasaron y Tonga Room todavía está abierto hoy (a pesar de muchos rumores de su cierre temporal).

## Cambio de propiedad
El 9 de mayo de 2012, fondos administrados por Oaktree Capital Management, LP y Woodridge Capital Partners LLC, un desarrollador e inversionista inmobiliario con sede en Los Ángeles, compraron la propiedad por 200 millones de dólares. Adquirieron el hotel Mark Hopkins al otro lado de la calle en 2014.
El hotel se vendió nuevamente el 30 de noviembre de 2015 al grupo surcoreano Mirae Asset Global Investments por 450 millones de dólares.

## Cultura popular

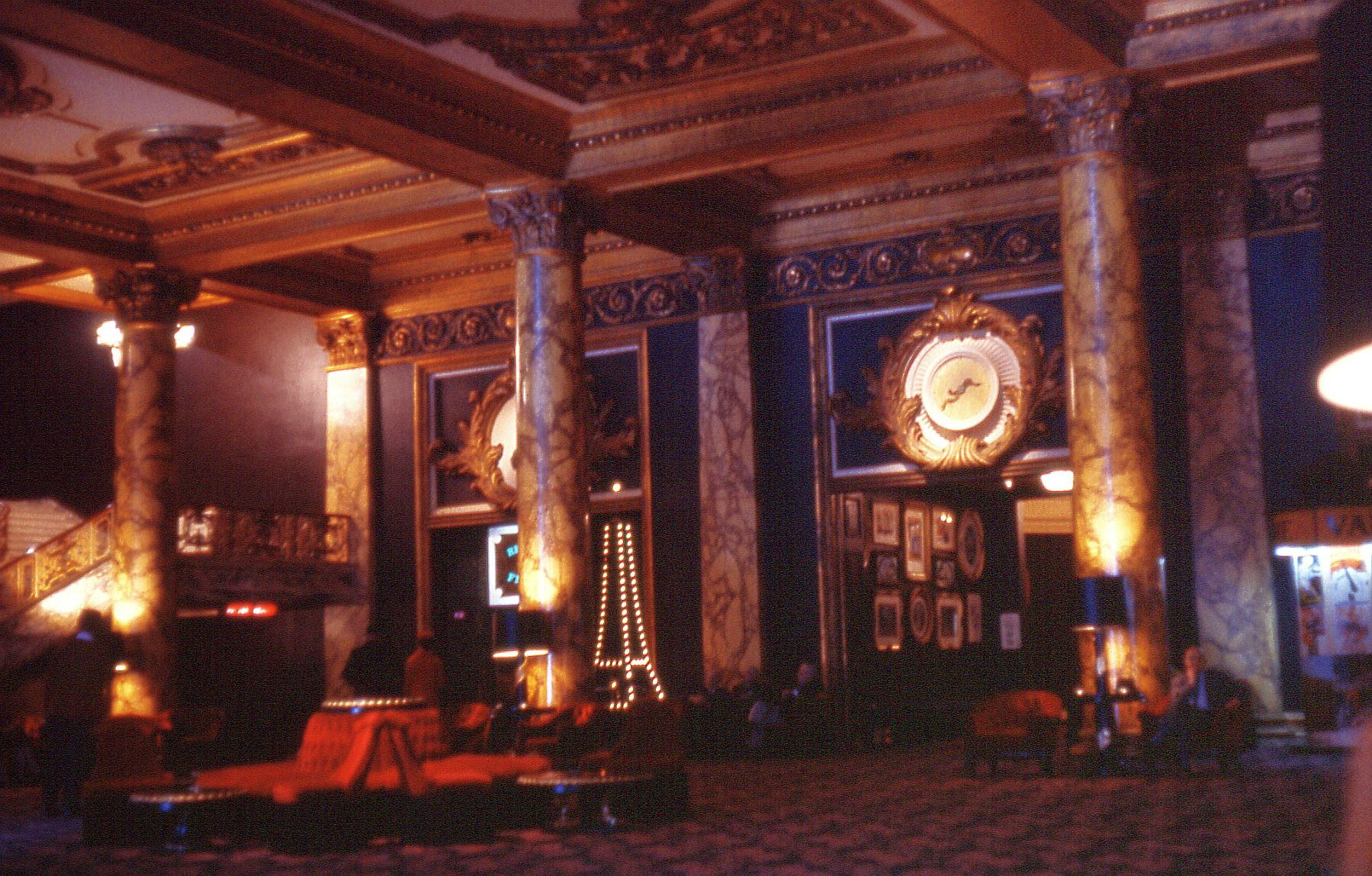
Vestíbulo del hotel Fairmont, San Francisco, California, EE. UU.

El Venetian Room del Fairmont Hotel fue donde Tony Bennett cantó por primera vez "I Left My Heart in San Francisco" en diciembre de 1961. Una estatua de Tony Bennett se inauguró fuera del Fairmont el 19 de agosto de 2016, en honor a su 90 cumpleaños, la actuación y la historia de la canción con San Francisco.
El hotel Fairmont se utilizó en las tomas de establecimiento del hotel ficticio St. Gregory en la serie de televisión de 1983 Hotel. El hotel en el que se basó la novela original es ahora The Roosevelt New Orleans.
En la canción "Real Good For Free" del álbum Miles of Aisles, Joni Mitchell cambia la frase "Dormí anoche en un buen hotel" por "Dormí anoche en el hotel Fairmont".

## Galería

El hotel entre las ruinas de la ciudad tras el incendio de 1906
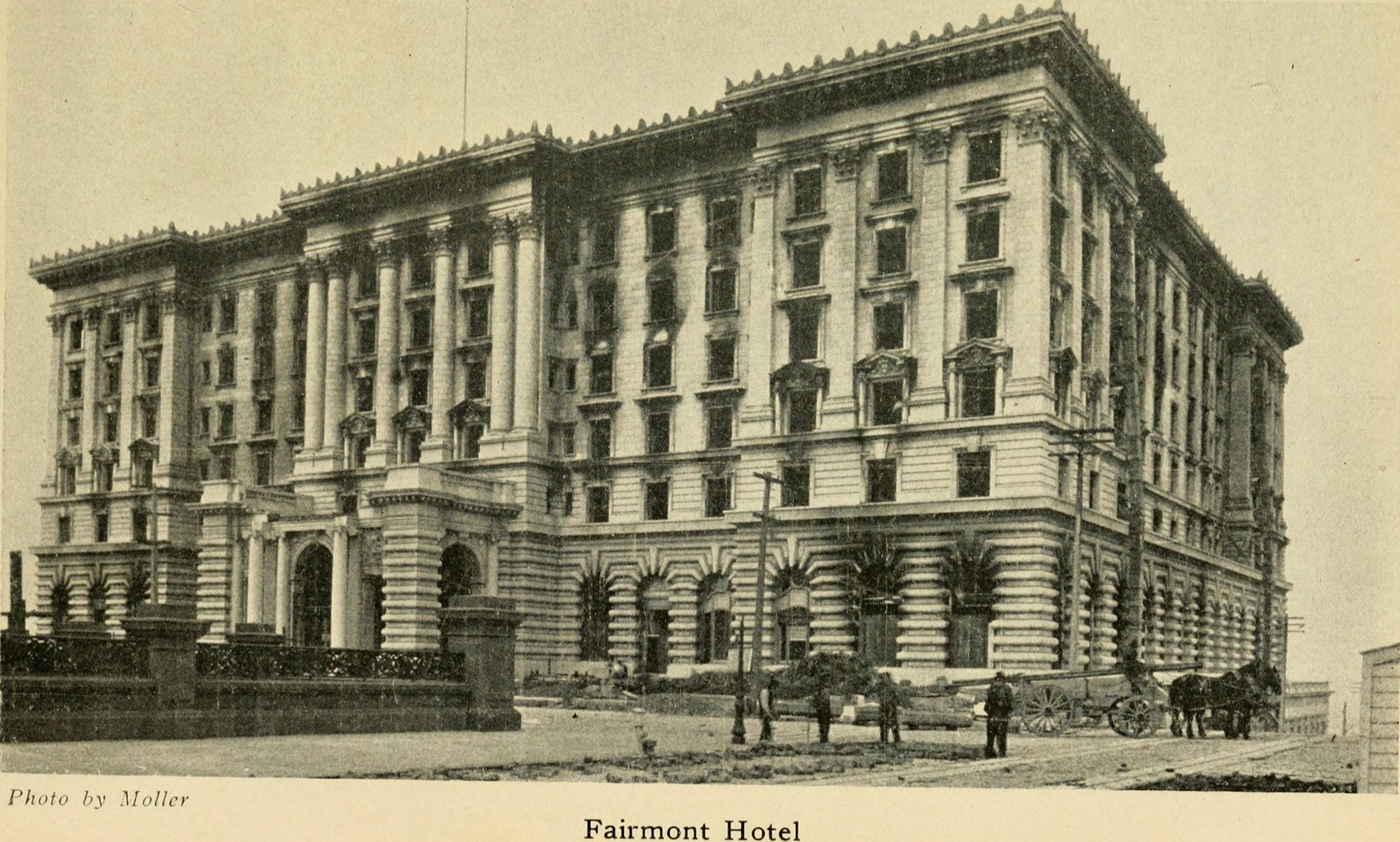
El hotel en 1906
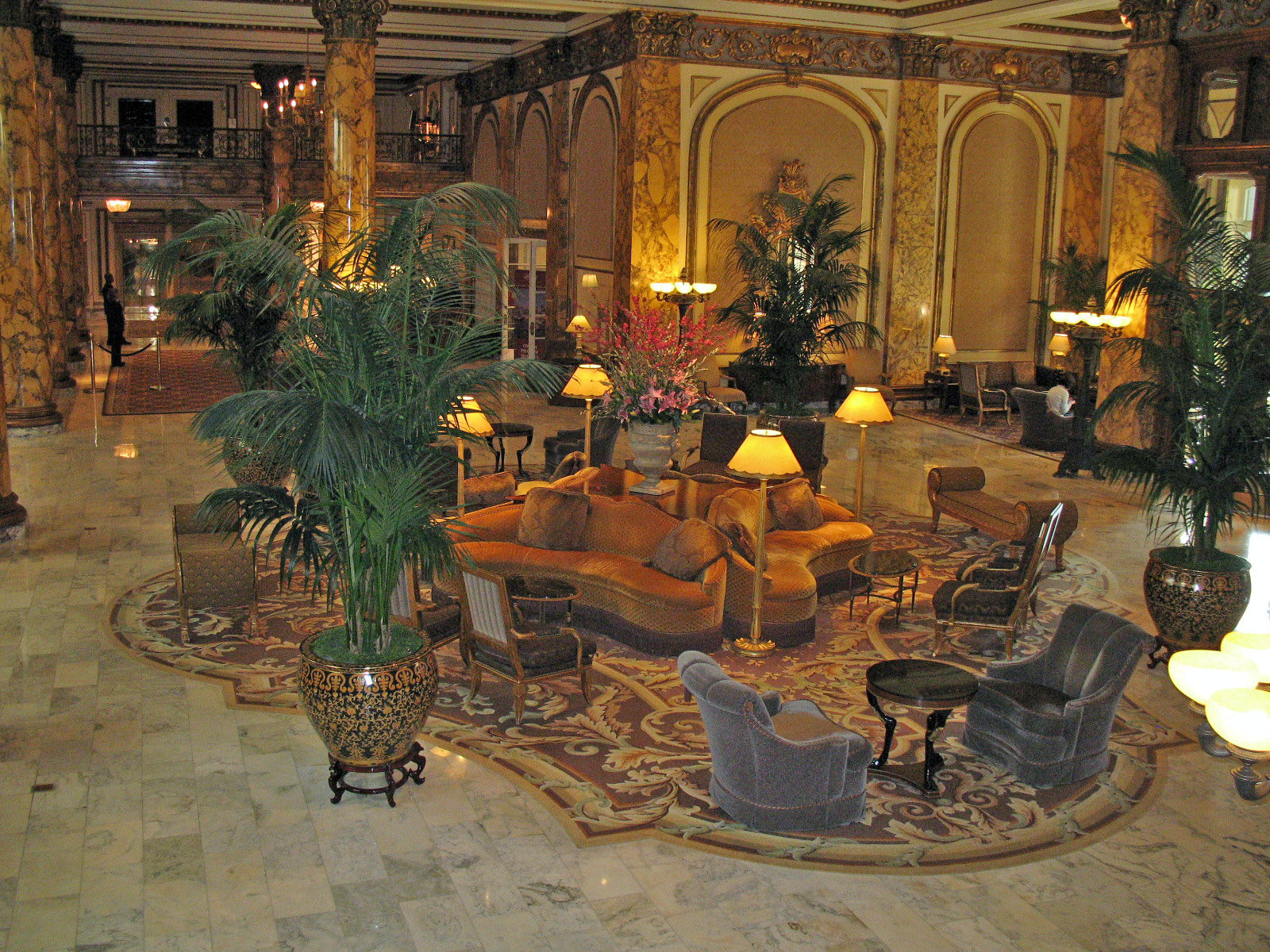
Vestíbulo del hotel
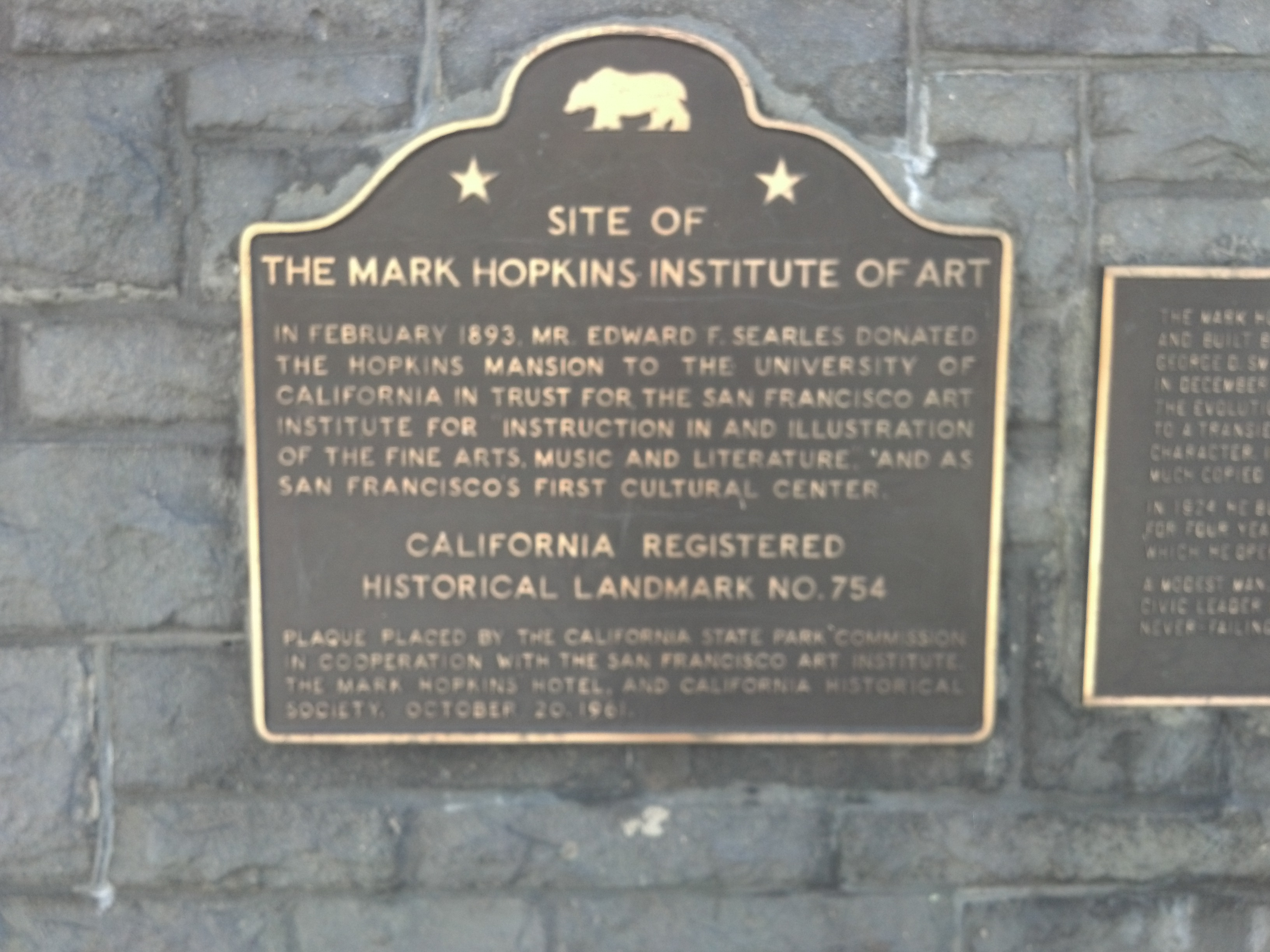
Placa conmemorativa